# Йохан Лудвиг фон Зайн-Витгенщайн-Хоенщайн
Йохан Лудвиг фон Зайн-Витгенщайн-Хоенщайн (на немски: Johann Ludwig von Sayn-Wittgenstein-Hohenstein; * 3 август 1740 във Витгенщайн; † 27 март 1796 във Витгенщайн) е граф на Зайн-Витгенщайн-Хоенщайн.
Той е син на граф Карл Фридрих Вилхелм фон Зайн-Витгенщайн-Хоенщайн (1708 – 1756) и съпругата му принцеса Августа Албертина фон Насау-Зиген (1712 – 1742), дъщеря на княз Фридрих Вилхелм I Адолф фон Насау-Зиген (1680 – 1722) и принцеса Амалия Луиза от Курландия (1687 – 1750). Внук е на граф Август фон Зайн-Витгенщайн-Хоенщайн (1664 – 1735) и графиня Конкордия фон Зайн-Витгенщайн (1679 – 1709). Баща му се жени втори път на 12 август 1743 г. в Зиген за принцеса Елизабет Хедвиг фон Насау-Зиген (1719 – 1789), най-малката сестра на първата му съпруга.

## Фамилия
Йохан Лудвиг фон Зайн-Витгенщайн-Хоенщайн се жени на 21 март 1761 г. в Бургфарнбах за Фридерика Каролина Луиза фон Пюклер-Лимпург (* 9 юни 1738; † 27 юли 1772), дъщеря на граф Кристиан Вилхелм Карл фон Пюклер-Гродиц (1705 – 1786) и Каролина Христиана фон Льовенщайн-Вертхайм-Вирнебург (1719 – 1793). Техни деца са:
- Хедвиг Кристиана Луиза Каролина Шарлота Хенриета (* 26 март 1762; † 11 юли 1828)
- Августа Фридерика Каролина (* 27 февруари 1763; † 20 април 1800), омъжена на 26 април 1789 г. във Витгенщайн за граф Лудвиг Максимилиан I фон Изенбург-Бюдинген-Вехтерсбах (* 28 август 1741; † 23 юни 1805)
- Каролина (* 13 септември 1764; † 28 април 1833), омъжена за граф Карл Вилхелм Лудвиг фон Изенбург-Бюдинген-Меерхолц (* 7 май 1763; † 17 април 1832)
- Фридрих Карл (* 3 февруари 1766; † 8 април 1837), княз на Зайн-Витгенщайн-Хоенщайн, женен I. на 31 май 1796 г. в Козвиг за принцеса Фридерика Албертина Йохана Елизабет фон Шварцбург-Зондерсхаузен (* 15 юли 1773; † 25 юли 1806), II. на 4 април 1807 г. за Луиза Лангенбах (* 23 ноември 1790; † 18 юни 1864)
- Фридерика Вилхелмина (* 26 март 1767; † 20 декември 1849), омъжена на 22 януари 1798 г. за вилд и Рейнграф Карл Лудвиг Вилхелм Теодор фон Залм-Грумбах-Даун (* 14 юли 1729; † 23 май 1799)
- (Луиза) Вилхелмина Елизабет Каролина (* 6 септември 1768; † 19 юни 1828), омъжена на 26 май 1791 г. във Витгенщайн за княз Емил Фридрих I Карл фон Бентхайм-Текленбург (1765 – 1837)
- София (* 1 септември 1769; † 6 март 1818)
- Вилхелм Лудвиг Георг (* 9 октомври 1770; † 11 април 1821)

Йохан Лудвиг се жени втори път на 9 ноември 1772 г. за Вилхелмина Хенриета Каролина фон Пюклер-Лимпург (* 30 август 1746; † 20 март 1800), дъщеря на граф Христиан Вилхелм Карл фон Пюклер-Гродиц (1705 – 1786) и Каролина Христиана фон Льовенщайн-Вертхеим-Вирнебург (1719 – 1793). Тя е по-малка сестра на първата му съпруга Фридерика. Те имат децата:
- Вилхелмина Елизабет Каролина (* 2 септември 1773 във Витгенщайн; † 7 май 1856 във Франкфурт на Майн), омъжена на 16 март 1797 г. във Витгенщайн за граф Фридрих Вилхелм Кристиан Август фон Бентхайм-Текленбург-Реда (1767 в Реда; † 26 декември 1835)
- Фридрих Лудвиг Кристиан Карл (* 2 декември 1777; † 9 октомври 1806)
- Йохан Франц Карл Лудвиг (* 20 септември 1779; † 6 октомври 1815), княз на Зайн-Витгенщайн-Хоенщайн, женен за графиня Доротея Каролина фон Роде (* 21 май 1784; † 27 април 1821)
- Адолф Ернст Корнелиус Александер (* 8 март 1783; † 31 декември 1856), княз на Сайн-Витгенщайн